# Futro

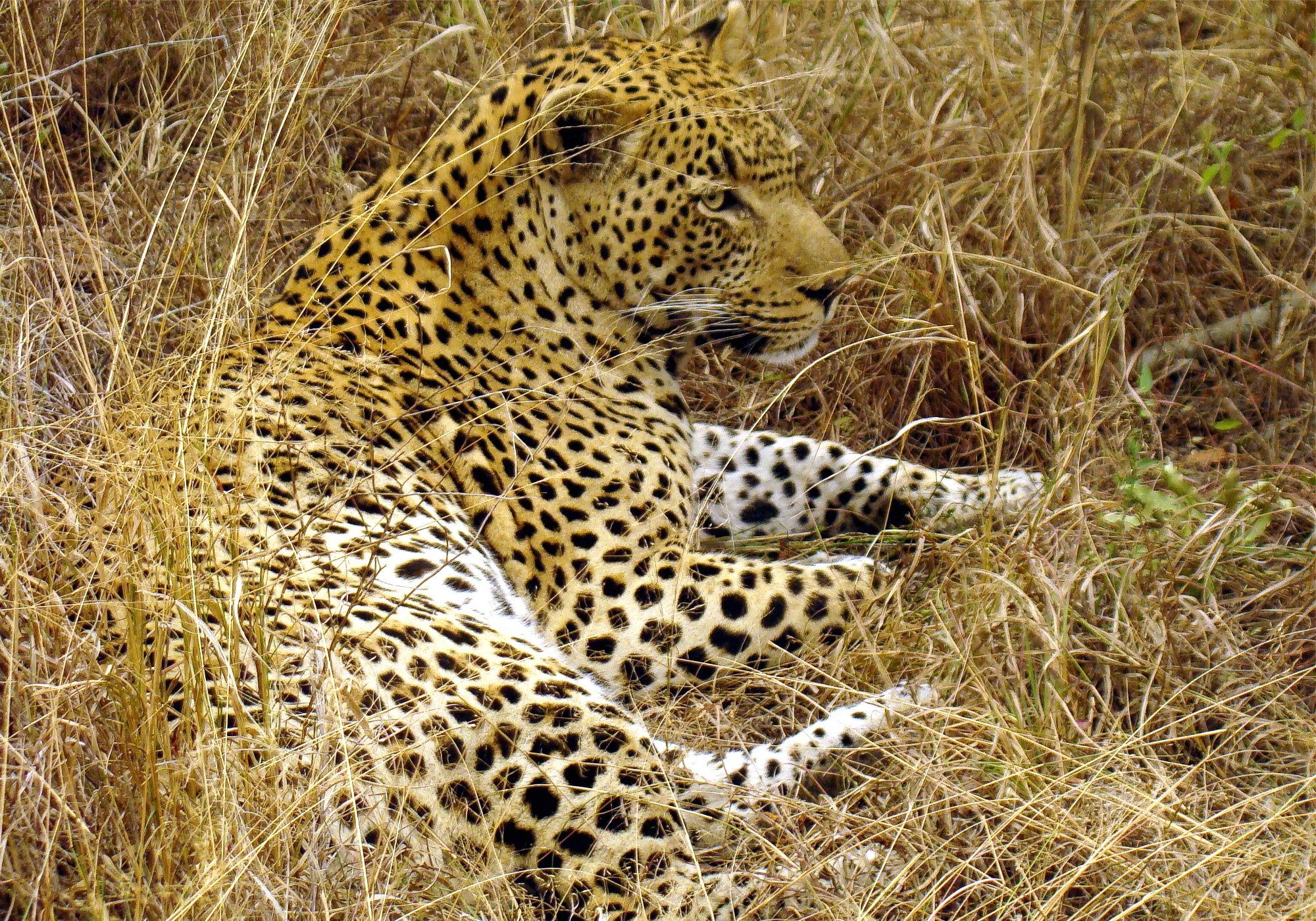
Futro lamparta stanowi kamuflaż dla tego drapieżnika

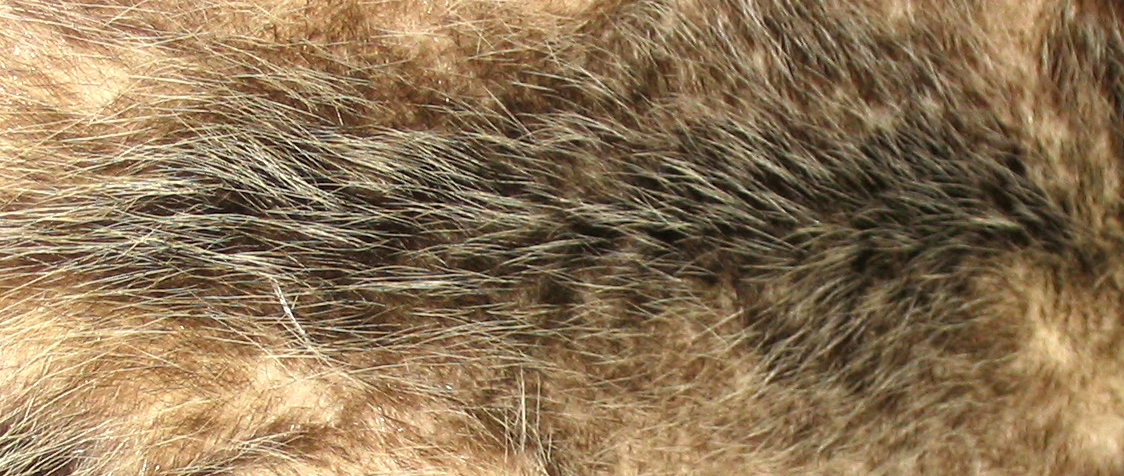
Sierść dydelfa północnego

Futro, inaczej sierść – gruba warstwa włosów, która pokrywa skórę wielu zwierząt. Jest to cecha charakterystyczna dla ssaków. Składa się z wierzchniej warstwy natłuszczonych włosów okrywowych i grubej warstwy podszerstka pod spodem. Włosy okrywowe utrzymują odpowiednią wilgotność, a podszerstek działa jak materiał izolacyjny, który zapewnia zwierzęciu ciepło.
Sierść ssaków spełnia wiele funkcji, takich jak: ochrona, odbiór bodźców sensorycznych, izolacja przed wodą i kamuflaż, przy czym podstawowym zastosowaniem jest termoregulacja. Typy włosów obejmują włosy ostateczne, które mogą być zrzucone (linienie) po osiągnięciu określonej długości; wibrysy, które są włosami czuciowymi i są najczęściej nazywane wąsami; pelage, który składa się z włosów okrywowych, podszerstka i poszycia (włosów hybrydowych); kolce, które są rodzajem sztywnych włosów okrywowych używanych do obrony, na przykład u jeżozwierzy; szczecina, czyli długie włosy zwykle używane do nadawania sygnałów wizualnych, takich jak grzywa lwa; lanugo, które izoluje noworodki ssaków; oraz wełna, która jest długa, miękka i często kręcona.
Futra ssaków są wybarwione z różnych powodów; najważniejsze presje selekcyjne obejmują kamuflaż, selekcję seksualną, komunikację i procesy fizjologiczne, takie jak regulacja temperatury. Kamuflaż ma ogromny wpływ na wiele ssaków, ponieważ pomaga ukryć osobniki przed drapieżnikami lub zdobyczami.
Zwierzęta z futrem cennym z komercyjnego punktu widzenia znane są w przemyśle futrzarskim jako zwierzęta futerkowe. Wykorzystywanie futra jako odzieży lub dekoracji jest sprawą kontrowersyjną; obrońcy praw zwierząt sprzeciwiają się odławianiu i zabijaniu dzikich zwierząt oraz zamykaniu i zabijaniu zwierząt w fermach futrzarskich, np. fermach norek.

## Zastosowanie w odzieży

### Krytyka

#### Okrucieństwo wobec zwierząt
Większość futer sprzedawanych przez sprzedawców detalicznych na całym świecie pochodzi od zwierząt hodowlanych, takich jak norki, lisy i króliki. Okrutne metody zabijania uwrażliwiły ludzi, gdyż działacze na rzecz praw zwierząt pracują coraz intensywniej, aby je chronić. Zalecenia (2001 r.) Komitetu Naukowego Komisji Europejskiej ds. Zdrowia i Dobrostanu Zwierząt (SCAHAW) zawierają odpowiednie stwierdzenie: „W porównaniu z innymi zwierzętami gospodarskimi, gatunki hodowane dla ich futra były poddawane stosunkowo niewielkiej selekcji aktywnej, z wyjątkiem kryteriów dotyczących cech futra”.

#### Szkody dla środowiska naturalnego
Fabryki futer są niezwykle szkodliwe dla gleby i tym samym niszczycielskie dla środowiska. Proces produkcji futer obejmuje wypompowywanie ścieków i toksycznych substancji chemicznych do otaczającego środowiska. Istnieją poważne zagrożenia dla środowiska zarówno gdy futro jest sztuczne, jak i prawdziwe. Futra sztuczne wykorzystują szkodliwe substancje chemiczne, tańszą siłę roboczą, dzięki czemu mogą być sprzedawane po niższych cenach. Futra sztuczne powiększają ilość odpadów wytwarzanych przez szybką modę, w tym skażenie oceanu mikrowłóknami. Jako produkt ropopochodny, sztuczne włókna futerkowe nie ulegają łatwej biodegradacji, a proces barwienia wykorzystuje wiele substancji chemicznych, które przenikają do oceanów i rzek powodując zanieczyszczanie wód i oceanów. Prawdziwe futro, z drugiej strony, ulega naturalnej biodegradacji i może być przekazywane z pokolenia na pokolenie, chociaż kosztami jest nieludzkie traktowanie zwierząt.